# Норман Бейтс
Норман Бейтс (англ. Norman Bates) — вигаданий персонаж, серійний убивця, який страждає на роздвоєння особистості, створений письменником Робертом Блохом, персонаж відомого трилеру Альфреда Хічкока «Психо» та його сиквелів. Прототипом Нормана Бейтса є реальний вбивця Ед Ґейн.

## Біографія
Смерть батька, яку пережив Норман у дитинстві, надзвичайно сильно відобразилась на психіці хлопця. Він став замкненим, почував себе в безпеці лише поруч зі своєю матір'ю. Коли вона знайшла собі нового чоловіка, Норман через ревнощі, які перейшла на стадію нав'язливого психозу, отруїв обидвох. Не бажаючи миритись зі смертю матері він висушив її тіло й зробив з нього мумію.
Крайній ступінь агресивності вступив у симбіоз із експресивним маніакальним марнославством. Норман почав спілкуватися з трупом матері, ніби вона була жива. Він одягав та годував труп, поступово віддаючи частину своєї свідомості трупові матері. У результаті висушений труп став захоплювати думки та почуття Нормана Бейтса. Іноді він дійсно перетворювався на свою матір (суто психологічно) й імітував її життя. Цей психологічний феномен психологи називають «множинна особистість».
Норман Бейтс став потенційно небезпечним для оточення, оскільки його «материнська» половина була жорстокою та безпощадною.
Бейтса заарештували після вбивства молодої жінки на ім'я Мері Крейн (в фільмі — Меріон) та Мілтона Арбаґаста, приватного детектива, який розслідував зникнення Мері. Бейтса було оголошено навіженим та відіслано до виправного закладу, де він врешті втратив свою початкову психологічну рівновагу й повністю переродився у свою матір.
За 20 років Нормана випускають з лікарні й визнають повністю здоровим, а попередні вбивства списують з нього. Коли Норман повернувся назад до будинку матері, його починають мучити галюцинації, пов'язані з  матір'ю. Крім того, хтось починає активно вбивати мешканців мотелю. При цьому почерк вбивці повністю відповідає почеркові самого Нормана. Як виявляється пізніше, вбивства були виконані з ціллю підставити Нормана. За офіційними даними вбивцями були Лайла (сестра Мері Крейн) та її донька, але насправді вбивство було здійснене Еммою Спул — сестрою матері Нормана. При цьому Емма стверджує, що вона і є справжньою матір'ю Нормана. Дізнавшися про це, він вбиває Емму й робить з неї опудало нової матері. Таким чином хвороба Нормана відновлюється.
Певний час Норман продовжує жити як й раніше: керує мотелем та живе під гнітом «матері». При цьому жорстка материнська сторона продовжує серію вбивств. Так триває доти, доки журналістка Трейсі Венабл не викриває маніяка й Нормана знову поміщають в лікарню для душевнохворих.
Під час лікування в лікарні Норман знайомиться з медсестрою Конні, яка пізніше стає його дружиною. Нормана визнають здоровим та виписують з лікарні, він починає мирно жити з дружиною. Але ідилія руйнується, коли Норман дізнається, що його дружина завагітніла. Побоюючись, що його дитина буде мати такі ж психічні відхилення, як в нього самого, Норман вирішує вбити дружину. Він привозить Конні в будинок матері й, вже готовий вбити дружину, зупиняється. Конні переконує його, що з її дитиною все буде гаразд, і він її відпускає. Після цього Норман вирішує спалити будинок матері й, попри численні галюцинації попередніх жертв, включно й власної матері, виконує свій план. Будинок згорає, труп матері лишається під уламками, а сам Норман остаточно виліковується.
Але «книжкова» біографія Нормана відрізняється від біографії у фільмі. Після того, як його заарештовують за підозрою у вбивстві Мері Крейн, Норман продовжує залишатися в лікарні. Він «частково» виліковується, але його психіка була порушена остаточно. Вбивши монахиню та перевдягнувшися в її одяг, він тікає, але незабаром потрапляє в аварію та згорає в машині. Його «справу» продовжує особистий психіатр Нормана — Адам Клейборн.

## Характеристика
Характеристика Бейтса в романі та фільмові відрізняються в деяких ключових моментах:
- У романі Бейтсу близько 45 років, він некрасивий, психологічно неврівноважений та страждає від надлишкової ваги. Також він стає матір'ю після вживання алкоголю. До того ж можна помітити його маніакальність навіть у моменти нормального стану.
- У фільмі Бейтсу близько 25 років, він високий, стрункий та красивий. Але він і сам не підозрює, що час від часу стає матір'ю (як й у «книжковій» версії), до того ж він психічно врівноважений. Але в той же час він несміливий, боїться гніву своєї матері, невпевнений. Вміє грати на фортепіано.

До початку другої частини фільму Норман виліковується й визнається осудним, що йому подобається. Він намагався вести спокійний штиб життя, але нова хвиля вбивств повільно пробудила в ньому образ матері, що знову перетворило його на маніяка. Звідси можна зробити висновок, що Норман сам є жертвою своєї деспотичної матері й не винен у вбивствах, що відбулись. Також у четвертій частині можна виразно помітити каяття головного героя та його бажання позбутися матері.

## Перелік жертв
Далі наводиться перелік жертв за хронологією франшизи «Психо»:

### Психо 4: На початку
- Норма Бейтс — отруєна
- Чед — отруєний, скинутий зі сходів
- Голлі — ніж увіткнутий у груди
- Ґлорія — зарізана

### Психо
- Меріон Крейн — близько 12 ударів ножем у груди та руки
- Мілтон Арбоґаст — ніж увіткнутий у груди, скинутий зі сходів

### Психо 2
- Емма Спул — удар лопатою по голові

### Психо 3
- Мірна — зарізана ножем
- Руті — зарізана
- Дюк — забитий гітарою до смерті
- Морін — скинута на наконечник статуї (випадково)

## Образ в кіно
Ентоні Перкінс зіграв у фільмі 1960 року Альфреда Хічкока, а також в трьох його продовженнях. Крім того, він зіграв Нормана Бейтса у фільмі 1990 року. Вінс Вон зіграв Бейтса в рімейкові Ґаса Ван Сента 1998 року («Психоз»), а Курт Пол взяв на себе цю роль у «Мотелі Бейтса». Генрі Томас зіграв Бейтса у «Психо 4: На початку».

## Визнання
Норман Бейтс займає другу за значущістю в перелікові злодіїв Американського інституту кіномистецтва серед 100 найкращих героїв і лиходіїв за версією AFI після Ґаннібала Лектера.